# 807
Évszázadok: 8. század – 9. század – 10. század
Évtizedek: 750-es évek – 760-as évek – 770-es évek – 780-as évek – 790-es évek – 800-as évek – 810-es évek – 820-as évek – 830-as évek – 840-es évek – 850-es évek
Évek: 802 – 803 – 804 – 805 –  806 – 807 – 808 – 809 – 810 – 811 – 812

## Események

### Bizánci Birodalom
- I. Niképhorosz császár megszegi az előző évben az arabokkal kötött békeszerződés feltételeit; nem fizeti az adót és megerődíti a határvárosokat. Hartama ibn Ajan vezetésével arab megtorló sereg tör be Anatóliába, amellyel a császár vezette bizánciak összecsapnak, de mivel nem bírnak egymással, mindkét fél visszavonul. Az arab flotta eközben Rodosz és a Peloponnészosz partjainál fosztogat.
- Niképhorosz megházasítja fiát, Sztaurakioszt. Összehívják a birodalom arisztokrata hajadonjait és közülük választják ki azt a Theophanót, aki ugyan nem a legszebb, de rokona Eiréné császárnőnek, így megerősíti Niképhorosz dinasztiájának legitimációját.

### Európa
- Meghal Cuthred kenti király. A vazallus királyságot bátyja, a tényleges hatalmat eddig is gyakorló Coenwulf merciai király veszi át.
- Írországban elkészül az armaghi kódex.

### Japán
- Mitojában megalapítják a Motojama-dzsi buddhista templomot.

## Halálozások
- Conall mac Taidg, pikt király
- Cuthred, kenti király
- Widukind, szász fejedelem

## Fordítás
- Ez a szócikk részben vagy egészben  a(z)   807 című angol Wikipédia-szócikk ezen változatának fordításán alapul.  Az eredeti cikk szerkesztőit annak laptörténete sorolja fel. Ez a jelzés csupán a megfogalmazás eredetét és a szerzői jogokat jelzi, nem szolgál a cikkben szereplő információk forrásmegjelöléseként.